# Romeo Kastiel
Romeo Kastiel (Paramaribo, 5 mei 1993) is een Surinaams voetballer die speelt als aanvaller.

## Carrière
Kastiel startte zijn carrière bij Inter Moengotapoe in 2015, hij won in 2015/16 en 2016/17 de landstitel en in dat laatste seizoen ook de beker. In 2018 speelde hij kort voor ASC Agouado uit Frans-Guyana. Hij keerde echter terug naar Suriname en ging opnieuw spelen voor Inter Moengotapoe waarmee hij nog een titel en beker won in 2018/19.
Hij speelde in 2016 een interland voor Suriname waarin hij niet kon scoren.

## Erelijst
- SVB-Eerste Divisie: 2015/16, 2016/17, 2018/19
- Surinaamse voetbalbeker: 2016/17, 2018/19
- Topschutter SVB-Eerste Divisie: 2015/16, 2019/20